# Granholmen (Råne)
Granholmen is een van de eilanden van de Lule-archipel. Het eiland ligt in het oosten van de Rånefjärden. Granholmen en het eiland Långholmen liggen maar enkele meters van elkaar en komen bij laagwater aan elkaar te liggen en ook het eiland Köpmanholmen ligt op minder dan 20 m van Granholmen. Het eiland heeft geen oeververbinding. Er is enige bebouwing dienende tot noodcabines of zomerwoningen.
Ågrundet · Alskäret · Avasjögrundet · Fågelreven · Flakaskäret · Fliggen · Furuholmen · Grangrundet · Granholmen · Hällholmen · Kilsgrundet · Köpmanholmen · Långholmen · Laxön · Laxögrundet · Lill-Kilholmen · Lönngrundet · Piltreven · Rödbergsgrunden · Sandviksreven · Skärgrundet · Skärgrundsflagan · Stor-Kilholmen · Stor-Lönngrundet · Troppen · Yttre Sandgrundet